# Santo Amador
Santo Amador est une ancienne paroisse civile portugaise (en portugais : freguesia) de la municipalité de Moura dans le district de Beja.
La loi no 11-A/2013 du 28 janvier 2013, portant réorganisation administrative du territoire des freguesias, fusionne Santo Amador avec les paroisses voisines de Moura (Santo Agostinho) et Moura (São João Baptista) pour former l’União das freguesias de Moura (Santo Agostinho e São João Baptista) e Santo Amador (dont le siège est à Santo Agostinho).